# Cyfry etruskie
Cyfry etruskie – system numeryczny używany przez plemiona etruskie; cyfry rzymskie rozwinęły się z cyfr etruskich.
| Etruskie | Dziesiętne | Symbol * |
| -------- | ---------- | -------- |
| θu       | 1          |          |
| maχ      | 5          |          |
| śar      | 10         |          |
| muvalχ   | 50         |          |
| ?        | 100        | lub C    |